# Darja Domračeva
Darja Vladimirovna Domračeva (rus. Да́рья Влади́мировна До́мрачева, blr. Дар’я Уладзіміраўна Домрачава), (Minsk, 3. kolovoza 1986.) je bjeloruska biatlonka, olimpijska pobjednica. Prva biatlonka u povijesti Zimskih olimpijskih igara s tri osvojene zlatne medalje na istom natjecanju.
Darja Domračeva je rođena 1986. u Minsku u obitelji arhitekata. Kada joj je bilo 4 godine, roditelji su zbog posla preselili u sibirski grad Njaganj. Darja Domračeva se sa 6 godina uz svog starijeg brata zainteresirala za skijaško trčanje. Skoro sve svoje slobodno vrijeme provodila je na treninzima i natjecanjima. 
Godine 1999. počela je trenirati biatlon. Završila je srednju ekonomsko - pravnu školu i upisala fakultet za sportski menadžment.
Nakon povratka u Minsk, počela je nastupati za Bjelorusiju. S obzirom na to da je rođena u SSSR-u, koji se raspao 1991. šest je mjeseci tražila dok nije dobila dozvolu, da može nastupati za Bjelorusiju, a ne za Rusiju. Odlučujući čimbenik bile su bjeloruske matične knjige rođenih. U to vrijeme, Domračeva je već bila višestruka juniorska prvakinja Rusije i pobjednica juniorskih natjecanja na europskoj razini.
Njeno prvo veliko međunarodno natjecanje za reprezentaciju Bjelorusije bilo je Svjetsko juniorsko prvenstvo u biatlonu 2005., gdje je postala dvostruka juniorska svjetska prvakinja. 
U Svjetskom kupu debitirala je 1. prosinca 2006., (sezona 2006./'07). u prvom kolu u švedskom Estersundu. Na Svjetskom juniorskom prvenstvu 2007., dva puta je završila kao druga.
U sezoni Svjetskog kupa 2008./'09. redovito se plasirala među prvih deset. Na natjecanju u Oberhofu u utrci s masovnim startom dogodilo se nešto neobično. Domračeva je povela utrku i kao vodeća došla na drugu vatrenu liniju i umjesto da puca iz ležećeg stava, pucala je iz stojećeg. Već na sljedećem natjecanju u Ruhpoldingu osvaja treće mjesto u sprintu i prvi put se penje na pobjedničko postolje, što je učinila još dva puta tijekom te sezone.
Godinu dana kasnije, opet u Oberhofu, i opet u utrci s masovnim startom, Domračeva je bila vodeća s velikom prednosti do trećeg pucanja, ali je prva tri metka ispalila u tuđu metu. S vremenom je shvatila pogrešku, pa je nastalila pucati u svoju metu, ali je dobila kaznu od 4 kaznena kruga, što je bilo previše, da bi se borila za prva tri mjesta.
Na natjecanju u Kontiolahtiju u sezoni 2009./'10. popela se prvi put na pobjedničko postolje kao prva u sprintu i dohvatnoj utrci, a na sljedećem natjecanju u Holmenkolenu u istim disciplinama je dva puta druga, izgubivši samo od Njemice Simon Hauswald.
U Svjetskom kupu, bila je tri puta prva u ukupnom plasmanu na kraju sezone u disciplini masovni start te jednom u disciplini dohvatne utrke. Ima 14 pobjeda u utrkama Svjetskoga kupa.
Osvojila je tri zlatne medalje na Zimskim olimpijskim igrama u Sočiju 2014., kao prva biatlonka, koja je uspjela osvojiti tri zlata na jednim olimpijskim igrama. Osvojila je i broncu na Zimskim olimpijskim igrama u Vancouveru 2010.
Osvojila je dva zlata, četiri srebra i broncu na Svjetskim prvenstvima. 
Na Olimpijskim igrama u Pjongčangu 2018. sa ženskom štafetom osvojila je zlatnu medalju. Nastupila je zajedno s Dinarom Alimbekavom, Nadeždom Skardino i Irinom Krivko. U pojedinačnoj utrci na 12,5 km osvojila je srebro.